# Palazzo Farinola
Palazzo Farinola si trova a Firenze in via del Sole 9, angolo via del Moro.

## Storia e descrizione
Il palazzo venne eretto nel Seicento per l'omonima famiglia, che era di origine corsa ed ebbe importanti incarichi alla corte granducale. Per ringraziamento venne infatti montato un busto di Cosimo II sull'architrave del portale, che si vede ancora oggi.
Esternamente ha una struttura molto semplice. Al pian terreno il portale col timpano spezzato è affiancato da due aperture per botteghe o fondaci. I piani superiori presentano file regolari di finestre architravate su cornici marcapiano. Al primo piano hanno davanzali e architravi aggettanti, mentre ai piani superiori sono più semplici, con cornici in pietra serena.